# Duże liczby kardynalne
Duże liczby kardynalne – liczby kardynalne, których istnienia nie można udowodnić na gruncie aksjomatyki Zermela-Fraenkla (ZFC), i ponadto takie, dla których niesprzeczność istnienia nie wynika z niesprzeczności ZFC, a jednocześnie można wykazać niesprzeczność nieistnienia tych liczb.
Ściśle mówiąc, rozważa się różne własności liczb kardynalnych (i duże liczby to liczby kardynalne mające pewne z tych własności). Postulaty, że istnieją liczby kardynalne spełniające określonego rodzaju własności dużych liczb, noszą wspólną nazwę aksjomatów dużych liczb.

## Hierarchia niesprzeczności
Cechą definiującą własności dużych liczb kardynalnych jest to, że nie można udowodnić, że niesprzeczność ZFC implikuje niesprzeczność istnienia liczby z odpowiednią własnością. Wyjaśnijmy to na przykładzie liczb nieosiągalnych. Zauważmy najpierw, że (w ZFC), jeśli {\displaystyle \kappa } jest liczbą silnie nieosiągalną, to Vκ jest modelem ZFC. Niech I będzie zdaniem istnieje liczba silnie nieosiągalna. Na podstawie poprzedniego stwierdzenia:
(*) w ZFC+I można udowodnić, że istnieje model dla ZFC, a więc
(**) w ZFC+I można udowodnić, że ZFC jest niesprzeczne.
Przypuśćmy teraz nie wprost, że wykazaliśmy, iż:
(!) jeśli ZFC jest niesprzeczne, to także ZFC+I jest niesprzeczne.
Zakładając rzecz jasna, że „ZFC jest niesprzeczne”, wiemy, iż także „ZFC+I jest niesprzeczne”. Używając stwierdzenia (**) możemy teraz zaargumentować, że zdanie „ZFC+I jest niesprzeczne” jest dowodliwe w ZFC+I. To z kolei przeczy drugiemu twierdzeniu Gödla o niezupełności.
Z drugiej strony, jeśli istnieją liczby nieosiągalne i {\displaystyle \kappa } jest pierwszą taką liczbą, to Lκ jest modelem dla „ZFC + nie istnieją liczby nieosiągalne”. Zatem jeśli teoria ZF jest niesprzeczna, to także teoria „ZFC + nie istnieją liczby nieosiągalne” jest niesprzeczna.
Większość własności dużych liczb kardynalnych tworzy ciąg liniowo uporządkowany ze względu na „siłę niesprzeczności istnienia danej liczby”. Można to sformalizować następująco. Dla danych własności {\displaystyle W_{1}} i {\displaystyle W_{2}} dużych liczb, dokładnie jedno z następujących stwierdzeń jest prawdziwe:
- W ZFC można udowodnić, że:

„ZFC+{\displaystyle (\exists \kappa )(W_{1}(\kappa ))} jest niesprzeczne” wtedy i tylko wtedy, gdy „ZFC+{\displaystyle (\exists \kappa )(W_{2}(\kappa ))} jest niesprzeczne”.
- W ZFC+{\displaystyle (\exists \kappa )(W_{1}(\kappa ))} można udowodnić, że „ZFC+{\displaystyle (\exists \kappa )(W_{2}(\kappa ))} jest niesprzeczne”.
- W ZFC+{\displaystyle (\exists \kappa )(W_{2}(\kappa ))} można udowodnić, że „ZFC+{\displaystyle (\exists \kappa )(W_{1}(\kappa ))} jest niesprzeczne”.

## Liczby niesprzeczne z V=L
Dla wielu matematyków fakt, że nie można udowodnić w ZFC niesprzeczności istnienia dużych liczb jest trochę odstraszającym. Jednak w miarę akumulacji istotnych wyników mówiących o definiowalnych podzbiorach prostej rzeczywistej, a wymagających założenia istnienia pewnych dużych liczb, liczba przeciwników tego typu postulatów maleje. Można zaryzykować tezę, że współcześni matematycy nie mają wątpliwości, że założenia istnienia dużych liczb, które są niesprzeczne z aksjomatem konstruowalności, są całkowicie akceptowalne. Wśród liczb, które mogą istnieć w L, znajdują się następujące liczby.
- Nieprzeliczalna liczba kardynalna {\displaystyle \kappa } jest (słabo) nieosiągalna, jeśli jest ona graniczną regularną liczbą kardynalną, a jest nazywana liczbą silnie nieosiągalną, jeśli jest ona silnie graniczna i regularna.
- Liczba słabo Mahlo to słabo nieosiągalna liczba {\displaystyle \kappa } taka, że zbiór {\displaystyle \{\mu <\kappa :\mu } jest regularną liczbą kardynalną {\displaystyle \}} jest stacjonarnym podzbiorem {\displaystyle \kappa .}

Jeśli {\displaystyle \kappa } jest liczbą słabo Mahlo, to nawet zbiór Parser nie mógł rozpoznać (SVG (MathML może zostać włączone przez wtyczkę w przeglądarce): Nieprawidłowa odpowiedź („Math extension cannot connect to Restbase.”) z serwera „http://localhost:6011/pl.wikipedia.org/v1/”:): {\displaystyle \{\mu<\kappa: \mu}
 jest słabo nieosiągalna {\displaystyle \}} jest stacjonarny.
- Liczba Mahlo to silnie nieosiągalna liczba {\displaystyle \kappa } taka, że zbiór {\displaystyle \{\mu <\kappa :\mu } jest regularną liczbą kardynalną {\displaystyle \}} jest stacjonarnym podzbiorem {\displaystyle \kappa .}

Jeśli {\displaystyle \kappa } jest liczbą Mahlo, to nawet zbiór {\displaystyle \{\mu <\kappa :\mu } jest silnie nieosiągalna {\displaystyle \}} jest stacjonarny.
- Nieprzeliczalna liczba kardynalna {\displaystyle \kappa } jest liczbą słabo zwartą, jeśli:

dla każdej funkcji {\displaystyle F:[\kappa ]^{2}\longrightarrow \{0,1\}} istnieje zbiór {\displaystyle H\subseteq \kappa } mocy {\displaystyle \kappa } taki, że obcięcie {\displaystyle F\upharpoonright [H]^{2}} jest funkcją stałą.
Powyżej, dla zbioru {\displaystyle X,} {\displaystyle [X]^{2}} oznacza rodzinę wszystkich dwuelementowych podzbiorów {\displaystyle X.}

## Większe liczby
- Liczba Ramseya to taka liczba kardynalna {\displaystyle \kappa ,} że:

dla każdej funkcji {\displaystyle F:\bigcup \limits _{n<\omega }[\kappa ]^{n}\longrightarrow \{0,1\}} istnieje zbiór {\displaystyle H\subseteq \kappa } mocy {\displaystyle \kappa } taki, że dla każdej liczby naturalnej {\displaystyle n} obcięcie {\displaystyle F\upharpoonright [H]^{n}} jest funkcją stałą.
Powyżej, dla zbioru {\displaystyle X,} {\displaystyle [X]^{n}} oznacza rodzinę wszystkich {\displaystyle n}-elementowych podzbiorów {\displaystyle X.}
- Nieprzeliczalna liczba kardynalna {\displaystyle \kappa } jest mierzalna, jeśli istnieje {\displaystyle \kappa }-zupełny niegłówny ultrafiltr podzbiorów {\displaystyle \kappa .}
- Nieprzeliczalna liczba kardynalna {\displaystyle \kappa } jest silnie zwarta jeśli dla każdego zbioru {\displaystyle X,} każdy {\displaystyle \kappa }-zupełny filtr podzbiorów {\displaystyle X} jest zawarty w pewnym {\displaystyle \kappa }-zupełnym ultrafiltrze podzbiorów {\displaystyle X.}
- Niech {\displaystyle \kappa } będzie nieprzeliczalną liczbą kardynalną. Dla zbioru {\displaystyle A} mocy co najmniej {\displaystyle \kappa } niech Parser nie mógł rozpoznać (SVG (MathML może zostać włączone przez wtyczkę w przeglądarce): Nieprawidłowa odpowiedź („Math extension cannot connect to Restbase.”) z serwera „http://localhost:6011/pl.wikipedia.org/v1/”:): {\displaystyle [A]^{<\kappa}}
 będzie rodziną wszystkich podzbiorów {\displaystyle A} mocy mniejszej niż {\displaystyle \kappa .} Powiemy, że {\displaystyle \kappa } jest liczbą super-zwartą jeśli dla każdego zbioru {\displaystyle A} mocy co najmniej {\displaystyle \kappa } istnieje {\displaystyle \kappa }-zupełny ultrafiltr Parser nie mógł rozpoznać (SVG (MathML może zostać włączone przez wtyczkę w przeglądarce): Nieprawidłowa odpowiedź („Math extension cannot connect to Restbase.”) z serwera „http://localhost:6011/pl.wikipedia.org/v1/”:): {\displaystyle U}
 podzbiorów Parser nie mógł rozpoznać (SVG (MathML może zostać włączone przez wtyczkę w przeglądarce): Nieprawidłowa odpowiedź („Math extension cannot connect to Restbase.”) z serwera „http://localhost:6011/pl.wikipedia.org/v1/”:): {\displaystyle [A]^{<\kappa}}
 taki, że:

(i) dla każdego zbioru {\displaystyle D\in [A]^{{<}\kappa }} mamy {\displaystyle \{B\in [A]^{<\kappa }:D\subseteq B\}\in U,} oraz
(ii) każda funkcja {\displaystyle f:[A]^{<\kappa }\longrightarrow A} taka że {\displaystyle \{B\in [A]^{<\kappa }:f(B)\in B\}\in U} jest stała na zbiorze z {\displaystyle U.}

## Zanurzenia elementarne
Większość własności dużych liczb powyżej liczby mierzalnej związana jest z istnieniem zanurzeń elementarnych V w pewien model wewnętrzny M. Przypuśćmy, że {\displaystyle \kappa } jest liczbą mierzalną, oraz {\displaystyle U} jest {\displaystyle \kappa }-zupełnym ultrafiltrem na {\displaystyle \kappa .} Wówczas ultrapotęga {\displaystyle \mathrm {Ult} (\mathbf {V} ,U)} jest modelem ufundowanym; niech M będzie kolapsem Mostowskiego tego ultraproduktu. Z kanonicznego zanurzenia V w ultrapotęgę otrzymujemy zanurzenie elementarne {\displaystyle \mathbf {j} :\mathbf {V} \longrightarrow \mathbf {M} } takie, że Parser nie mógł rozpoznać (SVG (MathML może zostać włączone przez wtyczkę w przeglądarce): Nieprawidłowa odpowiedź („Math extension cannot connect to Restbase.”) z serwera „http://localhost:6011/pl.wikipedia.org/v1/”:): {\displaystyle \kappa=\min\{\delta\in \mathbf{ON}:\mathbf{j}(\delta)\neq \delta\}.}
 Duża część własności większych liczb kardynalnych może być zdefiniowana przez użycie zanurzeń elementarnych {\displaystyle \mathbf {j} :\mathbf {V} \longrightarrow \mathbf {M} ,} spełniających pewne dodatkowe własności (a odpowiednie liczby są opisane wówczas jako pierwsze, które zostały ruszone przez takie zanurzenia).